# Вимпел (специални части)
Отряд „Вимпел“ (на руски: Вымпел) е група със специално предназначение на КГБ/ФСБ, наброяваща около 1000 души.

## Създаване
Отряд Вимпел е създаден на 19 август 1981 година по инициатива на секретаря на КПСС Юрий Андропов и началника на Управление С на Първо главно управление на КГБ Юрий Дроздов.
Вимпел влиза в състава на 8-и отдел на Управление С по времето на СССР.
Основата на Вимпел стават сътрудници на държавната безопасност, преминали специална подготовка на курсовете за усъвършенстване на офицери, получили своето бойно кръщение в Афганистан, при операция „Щорм-333“ и други държавни обекти в Кабул. Предшественици на Вимпел са групите „Зенит“ и „Каскада“. Официалното название е Отделен учебен център на КГБ на СССР. За времето на своето съществуване бойците на Вимпел провеждат многобройни операции зад граница и натрупват опит в разузнавателната и диверсионната работа, борят се с терористи, освобождават заложници.
Обикновеният боец от отряд вимпел знае минимум един чуждестранен език, особеностите на страната, където му престои да работи, освен това бойците изучават леководолазна подготовка в 17 бригада със специално предназначение в град Очаков. Провежда се стрелково обучение под ръководството на никарагуански инструктори, както и стажове в Куба. Обучението включва и алпийска подготовка, пилотаж на свръхлеки летателни средства. По думите на Дроздов обучението на един боец по онова време струва на държавата 100 000 рубли. Обучението продължава 5 години. В течение на 10 последователни години сътрудниците на Вимпел провеждат операции в Ангола, Мозамбик, Виетнам, Ливан, Никарагуа, Куба и редица други държави.
През 1991 година след пуча Вимпел преминава на подчинение на Министерството на безопасността. През 1993 година отрядът преминава към службата за охрана на президента. Там подразделението получава името Вега, от няколкостотин души само 50 се съгласяват да сложат милиционерски пагони. Разбирайки за разпада на Вимпел в Русия пристигат представители на най-голямата в САЩ служба за сигурност и им предлагат работа. Спецназовците отказват, решавайки, че ще се намери работа за тях и в Русия. Едни отиват на работа във Външното разузнаване, други в Министерството на извънредните ситуации. Двадесет души се връщат в току-що създадената нова служба – Управление за специални операции на ФСБ.
През август 1995 година с указ на президента, Вимпел се връща в Департамента по борба с тероризма на ФСБ, като Управление В.
През август 1991 и октомври 1993 година ръководството на Вимпел отказва да щурмува сградата на Дома на Съветите (Белия Дом). Информацията за това е обаче противоречива. Съществуват минимум три версии за тогавашните събития. Освен това, че групата е отказала да щурмува, има и версия, че едно от подразделението на Вимпел се е намирало в подземните комуникации на сградата в готовност да щурмува, но заповед за това не е дадена. Според друга версия, ръководството на подразделението много късно е информирано и след като няма време да се разработи план на операцията, те се отказват да щурмуват.

## Цели и задачи
Като най-типични за Вимпел следва да се отбележат разузнаване, диверсия, саботаж и дезорганизация в тила на противника.
Според думите на автора на книгата „Позивна Кобра“ и ветеран от Вимпел полковник Еркебек Абдулаев Сагинбекович група с численост 8 – 12 души може напълно да парализира регион с население около 1 млн. души. Затова и бойците на Вимпел се наричат разузнавачи диверсанти. Те могат да действат както по време на война, така и във всяко друго време в различни точки по света.

## География на бойните действия
Много от операциите на Вимпел все още са засекретени, в това число и местата на тяхното провеждане. Знае се за посещаване на Мозамбик, Никарагуа, Куба, Ангола, Виетнам. Публикувана е информация за това, че в часовете по чужди езици се изучава лаоски, португалски, английски, френски, индийски, холандски, турски.